# Orkanger
Orkanger er administrationsby i Orkland kommune i Trøndelag fylke i Norge. Stedet ligger hvor Orkladalen munder ud i Orkdalsfjorden. Orkanger og nabobebyggelsen Fannrem er vokset sammen til en by. Byen Orkanger/Fannrem har 7.195 indbyggere (2012), og er dermed Sør-Trøndelags næststørste by , efter Trondheim.

## Trafik
Fra Orkanger går jernbanestrækningen Thamshavnbanen til Løkken Værk i Meldal. Jernbanen fragtede tidligere malm fra minen på Løkken Værk, men bruges nu kun som museumsjernbane.
Orkanger ligger 42 kilometer sydvest for Norges tredje største by, Trondheim. Rejsetiden mellem de to byer blev reduceret fra 40 til 30 minutter da der 30. juni 2005 blev åbnet en ny strækning af europavej 39. Den nye vej er motortrafikvej, og erstatter en trafikfarlig vejstrækning med mange sving langs Børsaberga.

## Erhvervsliv
Orkanger er af de vigtigste industriknudepunkter i Midtnorge. Industrien ligger hovedsagelig i området Grønøra, vest for udmundingen af floden Orkla. De største industrivirksomheder er Technip Offshore Norge AS, Reinertsen, Washington Mills og smelteværket Elkem Thamshavn AS.

## Galleri
- Orkanger set mod nordvest. 
Foto: Åge Hojem, Trondheim havn
- Orkanger set mod nord, med Orkdalsfjorden i bakgrunnen. 
Foto: Åge Hojem, Trondheim havn
- Orkanger set mod sydvest. 
Foto: Åge Hojem, Trondheim havn